# الشاب الظريف
محمد بن سليمان بن علي بن عبد الله التلمساني، شمس الدين (661 هـ - 688 هـ/1263 - 1289م)، شاعر مترقق، مقبول الشعر ويقال له أيضاً ابن العفيف نسبة إلى أبيه الذي عرف بالعفيف التلمساني، وكان شاعراً أيضاً.لقب لرقته وطرافة شعره بالشاب الظريف، فغلب عليه هذا اللقب وعرف به.

## نشأته
ولد في القاهرة ونشأ في دمشق حيث ولي أبوه عمالة الخزانة بها. والده من أهل العلم والأدب، له مصنفات وأشعار، فتلمذ الفتى على والده ابتداء وعلى طائفة من العلماء منهم ابن الأثير الحلبي. ويدل ما في شعره من مصطلحات الفقهاء وأصحاب الأصول وأهل المنطق على طبيعة ثقافته ومعارفه العامة. كان ذا خط جميل كتب به ديوانه.
توفي شابا في ريعان شبابه في دمشق عام 688 هـ عن عمر يناهز الـ 27 ربيعا (1)
الشاب الظريف شاعر رقيق وصفه الصفدي بقوله: (شاعر مجيد ابن شاعر مجيد، وكان فيه لعب وعشرة وانخلاع)، وذلك لما ورد في ديوانه من مقطعات صغيرة تجاوز فيها الحد الذي يقف عنده كل تقي ورع ولكننا مع ذلك نجد له بعض الأبيات في مديح النبي تؤكد حبه للنبي وصحة اتباعه لتعالميه، قال الشاب الظريف:
أما التصوف فقد كان أبو صوفيا ولكننا لا نجد ذلك التاثر في شعره.

## أغراضه الشعرية
1. المدح والفخر: مدح النبي المصطفى:

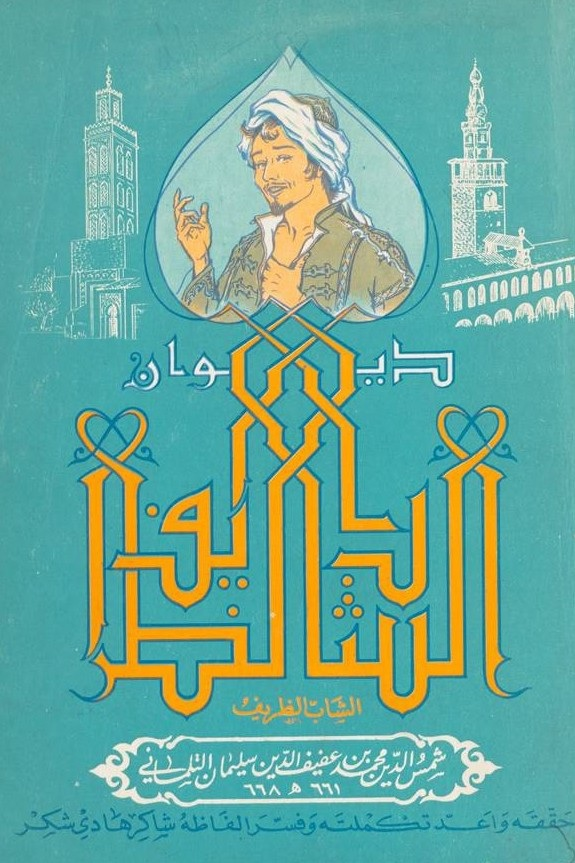
غلاف كتاب ديوان الشاب الظريف نشرت في 1967بالنجف

قالوا غـدا نأتي ديار  محمدفقلت لهـم هـذا الذي عنه أفحصأنيخـوا فما بال الركوب وإنهاعلى الرأس تمشي أو على العين تشخصنبي له آيات صـدق  تبينتفكـل حـسـود عنـدها يتنـغـصنـبـي بأملاك السماء مـؤيدوبالمعجـزات البينات مخـصـصومالـي مـن وجـه ولا من وسيلةسوى أن قلبي في المحبة مخلصإذا صح منك القرب يا خير مرسلعـن أي شـيء بعـد ذلك أحـرص
وقال أيضا:
ومعشر لم تزل في الحـرب بيضهـمحمر الخدود وما مـن شانهـا الخجلإذا انتضوها بروقا ردهـا سحبابهـا دم سال منها عارض هطلتوحـي إلى كل قرطاس بلاغتـهسحـر البيان ومن أقلامه الرسلسمـر تروقـك رأي العيـن عاريةومـن البديع معانيه لها حللزالوا فأودع في الأسماع ذكرهـممحاسنا أودعتها قبلها المقلامدح فقل في معانيه فقـد كرمـتلا يحسن القول حتى يحسن العمل
2. الغزل
لو أن قلبـك لي يرق ويرحمما بت من خـوف الهوى أتألـمداريت أهلك في هواك وهم عدىولأجل عينك ألف عين  تكرميا جامـع الضدين في وجناتهمـاء يشـف عليه نار تضـرمعجبي لطرفك وهو ماض لم يزلفعلام يكسر عنـدما تتكلم
وقال أيضا في قصيدته الشهيرة:
لا تخف ما صنعت بك الأشـواقوشـرح هـواك فكلنا عـشاققد كان يخفي الحب لولا دمعـك الجـاري ولـولا قلبـك الخـفاقفعسى يعينك من شكوت له الهـوىفـي حمله فالعاشقون رفاقلا تجزعـن فلست أول مـغـرمفتكـت به الوجنات والأحداقواصبر على هجر الحبيب فربماعـاد الوصال وللهوى أخلاق
3. الوصف
وكـأن سوسنها سبائك فـضـةوكـأن نرجسـها عيون تنـظرحملـت سقـوط الطـل منـه عيونـهفكأنها عن جوهر تستعبر

## روابط خارجية
- الشاب الظريف (1967). ديوان الشاب الظريف: شمس الدين محمد بن عفيف الدين سليمان التلمساني 661-688هـ. تحقيق: شاكر هادي شاكر (ط. الأولى). النجف: مطبعة النجف. مؤرشف من الأصل في 2022-11-08.